# Bryan (Ohio)
 For alternative betydninger, se Bryan. (Se også artikler, som begynder med Bryan)
Bryan er en amerikansk by og administrativt centrum for det amerikanske county Williams County, i staten Ohio. Byen har et indbyggertal på 8.729 (2020) indbyggere.

## Ekstern henvisning
- Wikimedia Commons har flere filer relateret til Bryan (Ohio)
- Officiel hjemmeside (engelsk)